# Налдо
Рона́лдо Апареси́до Родри́гес (порт.-браз. Ronaldo Aparecido Rodrigues; род. 10 сентября 1982, Лондрина, Парана), более известный как На́лдо (порт.-браз. Naldo) — бразильский футболист, защитник. Выступал за сборную Бразилии.

## Карьера
Начал играть в футбол в 18 лет.
Налдо играет на позиции центрального защитника, однако может сыграть и справа. Обе его ноги бьющие. Его рост (1,98 м) в совокупности с хорошим прыжком и великолепной игрой головой делают его особо опасным игроком для соперника в воздушных единоборствах. В «Вердере» он был призван заменить ушедшего летом 2005 в мюнхенскую «Баварию» Исмаэля Валерьена.
В сезоне 2005/06 Налдо сыграл во всех кроме двух матчах «Вердера» и в семи из восьми матчей в Лиге чемпионов УЕФА. В сезоне 2006/07 он оформил свой первый хет-трик в ворота «Айнтрахта». Тот матч закончился со счётом 6:2.
С момента прихода на пост главного тренера самой титулованной сборной Дунги регулярно вызывался в стан национальной команды Бразилии, где достаточно прочно закрепился в составе.
3 января 2019 года было объявлено о переходе футболиста в «Монако».

## Достижения

### Командные
Вердер
- Обладатель Суперкубка Германии: 2006
- Финалист Кубка УЕФА 2008/09

Вольфсбург
- Обладатель Кубка Германии: 2014/15
- Обладатель Суперкубка Германии: 2015

Сборная Бразилии
- Обладатель Кубка Америки: 2007

### Личные
- Символическая сборная Бундеслиги по версии Kicker (4): 2006/07, 2007/08, 2009/10, 2017/18[3][4][5][6]